# Manduca grandis
Manduca grandis är en fjärilsart som beskrevs av Daniel 1949. Manduca grandis ingår i släktet Manduca och familjen svärmare. Inga underarter finns listade i Catalogue of Life.